# L'Assiette au Beurre
L'Assiette Au Beurre fue una revista satírica ilustrada francesa, de tirada semanal, publicada entre 1901 y 1912.

## Historia
Fundada por Samuel Schwarz, su primer número apareció el 4 de abril de 1901. Políticamente se manifestaba en contra de los enemigos de la Tercera República e incluía con frecuencia contenido anticlerical.
En ella colaboraron artistas como Théophile Alexandre Steinlen, Charles Léandre, Adolphe Willette, Jean-Louis Forain, Caran d'Ache, Albert Robida, Henri-Gabriel Ibels, Fernand Louis Gottlob, Abel Faivre, Henry Gerbault, Francisque Poulbot, Albert Guillaume, Jules-Alexandre Grün, Leonetto Cappiello, Félix Vallotton, Juan Gris, František Kupka, Jacques Villon, Louis Marcoussis, Kees van Dongen o Javier Gosé, entre otros.